# Ванзел, Фёдор Фёдорович
Фёдор Фёдорович Ванзел (венг. Vanzel Ferenc; 30 октября 1930, Мукачево, Подкарпатская Русь — 1992, Мукачево, Закарпатская область) — советский футболист и тренер. Играл на позиции нападающего. Наиболее известен по игре за ЦДСА (ЦСК МО), с которым выиграл бронзовые медали чемпионата СССР 1955 и 1956. Мастер спорта СССР (1956) и заслуженный тренер Украинской ССР.

## Биография
Родился в венгерской семье.
В 1948 был призван в советскую армию, в армейский футбольный клуб ОДО (Тбилиси), но той же осенью был переведён в мукачевский «Большевик». Играл в высшей лиге за «Шахтёр» и минское «Динамо». В середине сезона 1953 вернулся в Закарпатье на любительский уровень и выиграл с ужгородским «Спартаком» чемпионат Украинской ССР по футболу среди коллективов физкультуры, чем способствовал переходу после этого сезона любительской команды в число команд мастеров.
В 1954 перешёл в возрождённый после расформирования 1952 года ЦДСА, начал играть в клубе под восьмым номером. В первой половине 1955 наряду с Емышевым стал основным бомбардиром команды, забил 6 мячей в 5 весенних играх подряд, играл на правом фланге нападения, выиграл с клубом бронзовые медали и Кубок СССР. В 1956 ЦДСА второй год подряд выиграл бронзу, но Ванзел выпал из основного состава, сыграв лишь 1 игру с «Локомотивом», но в ней в начале матча получил травму и в середине второго тайма вынужден был покинуть поле, оставив команды в меньшинстве (замены хотя бы для травмированных игроков были разрешены ФИФА только со следующего 1958 года). В 1957 году состав ЦДСА (переименованного в ЦСК МО) был значительно обновлён, ушли многие игроки, Ванзел вернулся в родное Закарпатье, в третий раз перейдя в ужгородский «Спартак».
В 1969 стал тренером любительской команды «Карпаты» в родном Мукачеве. В 1977 году выиграл с ней любительский чемпионат Украинской ССР по футболу (в этот год команда называлась «Приборист»).
В 1981—1982 тренировал ужгородскую «Говерлу» (на второй сезон его работы переименованную в «Закарпатье»), в котором Фёдор Фёдорович сам играл в эпоху, когда команда называлась «Спартак».
Скончался в 1992 году.
В 2016 году в его родном городе Мукачево новая улица в районе Чернеча Гора была названа улицей Фёдора Ванзела.

## Статистика
| Клуб             | Див              | Сезон            | Чемпионат | Чемпионат | Кубок | Кубок | Всего | Всего |
| Клуб             | Див              | Сезон            | Игры      | Голы      | Игры  | Голы  | Игры  | Голы  |
| ---------------- | ---------------- | ---------------- | --------- | --------- | ----- | ----- | ----- | ----- |
| Шахтёр Сталино   | А                | 1949             | 6         | 0         | 1     | 0     | 7     | 0     |
| Шахтёр Сталино   | А                | 1950             | 8         | 0         | 0     | 0     | 8     | 0     |
| Шахтёр Сталино   | Итого            | Итого            | 14        | 0         | 1     | 0     | 15    | 0     |
| Спартак Ужгород  | Б                | 1951             | 24        | 9         | 2     | 3     | 26    | 12    |
| Спартак Ужгород  | Итого            | Итого            | 24        | 9         | 2     | 3     | 26    | 12    |
| Динамо Минск     | А                | 1952             | 13        | 0         | 3     | 1     | 16    | 1     |
| Динамо Минск     | Б                | 1953             | 9         | 1         | 0     | 0     | 9     | 1     |
| Динамо Минск     | Итого            | Итого            | 22        | 1         | 3     | 1     | 25    | 2     |
| ЦДСА             | А                | 1954             | 21        | 3         | 3     | 0     | 24    | 3     |
| ЦДСА             | А                | 1955             | 18        | 6         | 1     | 0     | 19    | 6     |
| ЦДСА             | А                | 1956             | 1         | 0         | 0     | 0     | 1     | 0     |
| ЦДСА             | Итого            | Итого            | 40        | 9         | 4     | 0     | 44    | 9     |
| Спартак Ужгород  | Б                | 1958             | 1         | 0         | 0     | 0     | 1     | 0     |
| Спартак Ужгород  | Итого            | Итого            | 1         | 0         | 0     | 0     | 1     | 0     |
| Всего за карьеру | Всего за карьеру | Всего за карьеру | 101       | 19        | 10    | 4     | 111   | 23    |

## Достижения

### Командные как игрок
ЦСКА
- Бронзовый призёр чемпионата СССР (2): 1955, 1956
- Обладатель Кубка СССР по футболу: 1955

Спартак Ужгород
- Победитель чемпионата Украинской ССР по футболу среди коллективов физкультуры: 1953[укр.][6]

### Командные как тренер
Приборист Мукачево
- Победитель любительского чемпионата Украинской ССР по футболу: 1977[13]

### Личные
- Мастер спорта СССР[5]
- Заслуженный тренер Украинской ССР[5]